# Puccinia polliniae
Puccinia polliniae ist eine Ständerpilzart aus der Ordnung der Rostpilze (Pucciniales). Der Pilz ist ein Endoparasit von   Strobilanthes-Arten und Microstegium nudum. Symptome des Befalls durch die Art sind Rostflecken und Pusteln auf den Blattoberflächen der Wirtspflanzen. Sie kommt im östlichen Asien vor.

## Merkmale

### Makroskopische Merkmale
Puccinia polliniae ist mit bloßem Auge nur anhand der auf der Oberfläche des Wirtes hervortretenden Sporenlager zu erkennen. Sie wachsen in Nestern, die als gelbliche bis braune Flecken und Pusteln auf den Blattoberflächen erscheinen.

### Mikroskopische Merkmale
Das Myzel von Puccinia polliniae wächst wie bei allen Puccinia-Arten interzellulär und bildet Saugfäden, die in das Speichergewebe des Wirtes wachsen. Die kugeligen Aeciosporen der Art sind 16–18 × 16–18 µm groß, gelblich und fein runzelig. Die zimtbraunen Uredien wachsen beidseitig auf den Blättern des Wirtes. Ihre bräunlichen Uredosporen sind oval, 23–27 × 18–222 µm groß und fein stachelwarzig. Die Telien der Art sind schwarzbraun und früh offenliegend. Die goldenen bis haselnussbraunen Teliosporen sind zweizellig, in der Regel ellipsoid bis langellipsoid und 33–43 × 15–23 µm groß. Ihre Stiele sind goldfarben und bis zu 70 µm lang.

## Verbreitung
Das bekannte Verbreitungsgebiet von Puccinia polliniae reicht von Indien über China bis nach Japan.

## Ökologie
Die Wirtspflanzen von Puccinia polliniae sind als Haplont verschiedene Strobilanthes-Arten, als Dikaryont Microstegium nudum. Der Pilz ernährt sich von den im Speichergewebe der Pflanzen vorhandenen Nährstoffen, seine Sporenlager brechen später durch die Blattoberfläche und setzen Sporen frei. Die Art verfügt über einen Entwicklungszyklus mit Aecien, Spermogonien, Telien und Uredien und vollzieht einen Wirtswechsel.